# Myriophyllum propinquum
Myriophyllum propinquum là một loài thực vật có hoa trong họ Haloragaceae. Loài này được A. Cunn. miêu tả khoa học đầu tiên năm 1839.